# 1347

## Esdeveniments
- Reconeixement com a ciutat de Xàtiva.
- Es documenta per primer cop l'existència de l'Arxiu Municipal de Reus, quan dos assentaments de Clavaria permeten conèixer un trasllat de la "Caixa del Comú".
- 26 de gener: Praga (República Txeca): fundació de la Universitat Carolina de Praga
- 2 de setembre: Praga (República Txeca): Carles IV de Bohèmia i Blanca de Valois són coronats reis de Bohèmia.

## Naixements
- 25 de març: Sienaː Caterina de Siena, monja terciària dominicana, del Tercer orde de Sant Domènec (m. 1380).[1]

## Necrològiques
- Mor Lluís IV de Baviera, antic emperador del Sacre Imperi Romanogermànic